# لاکهید مارتین ایکس-۳۳

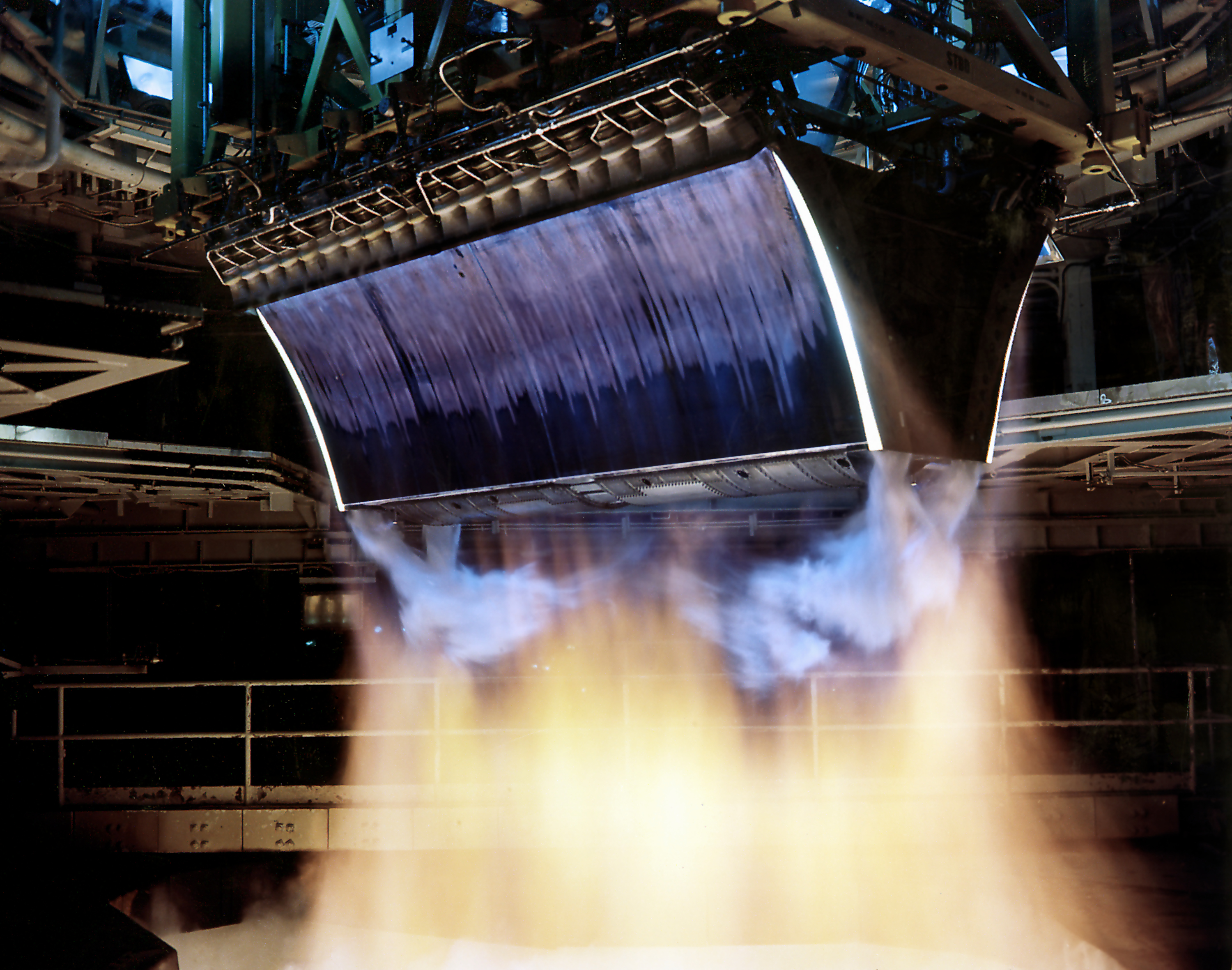
تست موتور در مرکز فضایی استنیس ، ۶ اوت، ۲۰۰۱

لاکهید  مارتین ایکس-۳۳ هواپیمای بدون سرنشین ساخت شرکت لاکهید مارتین آمریکا است.